# نظرية تاريخ الحياة

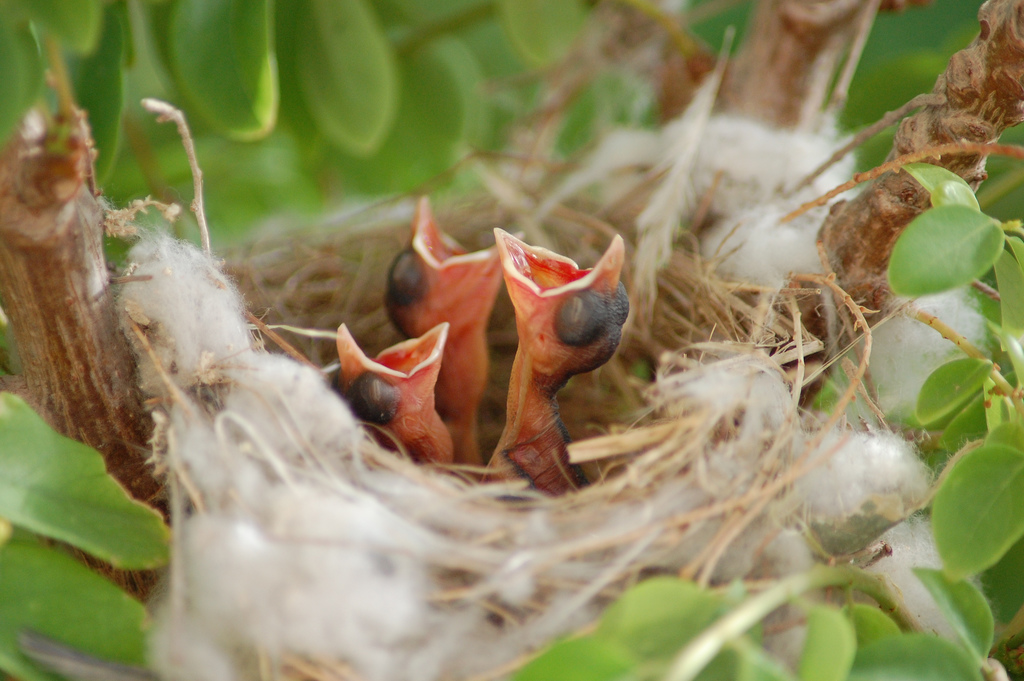

تُعد نظرية تاريخ الحياة هيكلاً تحليلياً مصمماً لدراسة تنوع استراتيجيات تاريخ الحياة التي تستخدمها الكائنات الحية المختلفة في كل أنحاء العالم، بالإضافة إلى أسباب تنوع دورات حياتها ونتائجها، كما تُعتبر نظريةً للتطور البيولوجي تسعى لتفسير الجوانب التشريحية والسلوكية للكئنات الحية، بالإشارة إلى الطريقة التي صاغ بها الاصطفاء الطبيعي تواريخها الطبيعية، بما فيها التطور والسلوك التكاثريين خاصتها، ومدة حياتها والسلوك التالي للإنجاب.
وتُعرّف إستراتيجية تاريخ الحياة بأنها النماذج النوعية بالعمر والمرحلة، وتوقيت الأحداث التي تشكل حياة الكائن الحي، كالولادة، والفطام، والبلوغ، والموت... الخ، وتعتمد هذه الأحداث –وخصوصاً تطور اليافعين، وعمر البلوغ، وعملية الإنجاب الأولى، وعدد الأنسال، ومستوى استثمار الوالدين، والهرم والوفاة– على الوسط الفيزيائي والبيئي للكائن الحي.
وتطورت هذه النظرية في خمسينيات القرن العشرين، وتُستخدم لتجيب على أسئلة حيال المواضيع المذكورة التي تتضمنها استراتيجيات تاريخ الحياة، بعد تحديد هذه الاستراتيجيات وإنشاء نماذج لدراسة تأثيرها، وأخيراً بناء توقعات عن أهميتها، بحيث يمكن للعلماء أن يوظفوا هذه التوقعات في فهم كيفية تأثير التطور على ترتيب أحداث تاريخ الحياة وطولها في حياة المتعضية، وخصوصاً مدة حياتها وفترة التكاثر.
```
وقد تطور نمطان مركّزان رئيسيان لهذه النظرية عبر الوقت، هما الوراثي والظاهري، لكن انطلقت حركة حديثة تسعى لدمج هاتين المقاربتين،
[
6
]
 وتستند نظرية تاريخ الحياة إلى أساس تطوري، وتدرس تأثير 
الاصطفاء الطبيعي
 على الكائنات الحية طوال مدة حياتها وعبر الأجيال.
[
7
]
 كما تستخدم بعض مقاييس الصلاحية التطورية لتحديد ما إن كانت المتعضيات قادرة على تحسين صلاحيتها ما أمكن،
[
8
]
 بتخصيص الموارد لمجال من المتطلبات المختلفة طوال حياتها، [1] وهي تفيد كأسلوب لتحري الطبقات المتعددة لتعقد حياة الكائنات الحية وعوالمها بشكل أعمق.
[
9
]
```

وقد طوّرت الكائنات الحية تنوعاً كبيراً لتواريخ الحياة، انطلاقاً من سلمون المحيط الهادئ، والذي ينتج آلاف البيوض لمرة واحدة ثم يموت، إلى البشر الذين ينتجون أنسالاً معدودةً على مدى عقود.

## دورة الحياة
تتبع جميع الكائنات الحية تتالياً معيناً لتطورها، انطلاقاٌ من الحمل، وانتهاءً بالموت، وهو ما يُعرف بدورة الحياة، وتتضمن الأحداث بين البداية والنهاية عادة الولادة، وفترة الطفولة، والبلوغ، والتكاثر، والهرم، وتؤلف جميعها إستراتيجية تاريخ الحياة للمتعضية.
وتُصاغ الأحداث الرئيسية في دورة الحياة هذه غالباَ بالكفاءات الديموغرافية للكائن الحي، وقد تكون بعض التحولات أكثر وضوحاً من غيرها، ويمكن تمييزها بالتغيرات الفيزيائية، كبزوغ الأسنان عند الأطفال الصغار، وقد تبدي بعض الأحداث تفاوتاً قليلاً بين الأفراد التابعين لنوع ما، كطول فترة الحمل، بينما يمكن أن تتفاوت أحداث أخرى كثيراً، كالعمر عند إجراء عملية الإنجاب الأولى.
ويمكن تقسيم دورات الحياة إلى مرحلتين رئيسيتين، هما النمو والتكاثر، إذ لا يمكن أن تحصل هاتان العمليتان بالآن ذاته، فحالما يبدأ التكاثر يتوقف النمو عادةً، ويُعد هذا التحول ضرورياً لأنه قد يؤثر أيضاً على الجوانب الأخرى في حياة الكائن الحي، كتنظيم مجموعته أو علاقاته الاجتماعية. ويمتلك كل نوع نموذجه وتوقيته الخاصّين فيما يتعلق بهذه الأحداث، هو ما يُعرف غالباً بالتطور الجنيني، وما تقوم بدراسته نظرية تاريخ الحياة في الحقيقة هو التنوع الناتج عنه.

## الصلاحية الداروينية
في السياق التطوري، تتحد الصلاحية بعدد الأنسال التي ينتجها الكائن الحي طوال فترة حياته، وتتمثل العوامل المحددة الرئيسية بقدرة البقاء على قيد الحياة ومعدل الإنجاب، هذا يعني أن صفات الكائن الحي وجيناته تُورّث للأجيال القادمة، وتساهم في «النجاح» التطوري، كما تُساهم عملية التأقلم بهذا النجاح بتأثيرها على معدلات البقاء والتكاثر، ما يؤسس بدوره مستوى ذاك الكائن في الصلاحية الداروينية، وفي نظرية تاريخ الحياة، يؤثر التطور على مراحل حياة المتعضيات ويوّلد التأقلم.

## صفات تاريخ الحياة
توجد سبع صفات مُعترف على أهميتها تقليدياً في نظرية تاريخ الحياة، كما تتحدد صلاحية الكائن الحي بصفاتها المتغيرة هذه، وتفيد الطريقة التي تؤثر فيها قوى التطور على هذه الصفات في الحد من التباين والموروثية الجينيين لاستراتيجيات تاريخ الحياة، رغم أنه ما تزال توجد تباينات كبيرة في العالم.
قائمة بالصفات المذكورة:
1. الحجم عند الولادة
2. نموذج النمو
3. العمر والحجم عند البلوغ
4. عدد وحجم ونسبة الجنس عند النسل
5. الاستثمارات الإنجابية المتعلقة بالعمر والحجم
6. مواعيد الوفيات المتعلقة بالعمر والحجم
7. طول فترة الحياة

## استراتيجيات تاريخ الحياة
تُنتج مزائج صفات تاريخ الحياة والأحداث الحياتية تلك استراتيجيات تاريخ الحياة، على سبيل المثال، اقترح واينميلر وروز، كما ورد في اقتباس لارتيلوت وديلسوك، ثلاثة أنماط من هذه الاستراتيجيات في الأسماك التي درساها، وهي الاستراتيجية الانتهازية، والدورية والتوازن.
وتم تحديد هذه الأنماط بحجوم أجسام الأسماك، وعمرها عند البلوغ، والقدرة الكبيرة أو القليلة للبقاء على قيد الحياة، ونوع البيئة التي وُجدت فيها، وبناءً على ذلك صُنّفت الأسماك صغيرة الحجم، والتي بلغت عند عمر متأخر، وامتلكت قدرة منخفضة على البقاء، على أنها تمتلك إستراتيجية حياة دورية.
كما بإمكان أنواع السلوكيات الجارية أثناء الأحداث الحياتية أن تحدد أيضاً استراتيجيات تاريخ الحياة، فمثلاً تكون إستراتيجية تاريخ الحياة استغلاليةً عندما يستفيد الكائن الحي باستهلاك مصادر أكثر من الآخرين، أو بسلب تلك المصادر من الكائنات الأخرى.

## خواص تاريخ الحياة
وهي صفات تؤثر على جدول حياة الكائن، ويمكن تخيلها كالاستثمارات المتعددة في نموه، وتكاثره وقدرته على البقاء على قيد الحياة، ويتمثل هدف نظرية تاريخ الحياة في استيعاب التفاوت في استراتيجيات تاريخ الحياة، ومن ثم توظيف هذه المعرفة في إنشاء نماذج لتوقع أنواع الصفات التي ستكون مفضّلة في بيئات مختلفة، ومن الأمثلة على خواص تاريخ الحياة الرئيسية:
- العمر عند أول حدث تكاثري إنجابي
- مدة الحياة التكاثرية والهرم
- عدد وحجم الأنسال

وستختلف هذه الخواص في بعض الحالات تبعاً للكثافة السكانية، بما أن الأنماط الوراثية التي تبدي صلاحية عظمى في الكثافات السكانية الكبيرة لن تمتلك الصلاحية ذاتها في الكثافات السكانية الصغيرة، كما ستؤدي ظروف أخرى، كثباتية البيئة المحيطة، لانتقاء خواص معينة لتاريخ الحياة.

### القيمة الإنجابية وتكاليف الإنجاب
تجسد القيمة الإنجابية التسويات بين التكاثر، والنمو وقدرة البقاء على قيد الحياة، وتتحدد هذه القيمة عند الكائن الحي بمساهمته المتوقعة في عدد السكان من خلال إنجابه الحالي والمستقبلي:
القيمة الإنجابية = الإنجاب الحالي + القيمة الإنجابية المتبقية
إذ تمثّل القيمة الإنجابية المتبقية إنجاباً مستقبلياً للكائن الحي من خلال استثماراته في النمو والقدرة على البقاء، وتتوقع فرضية تكاليف الإنجاب [20] أن الاستثمار الأكبر في الإنجاب الحالي يعيق النمو والقدرة على البقاء ويُنقص من الإنجاب المستقبلي، بينما ستنتج الاستثمارات في النمو خصوبيةً عالية (أي عدد الأنسال الناتجة) والمزيد من الفترات الإنجابية في المستقبل.

### نظرية انتقاء آر/كيه
يمكن فهم ضغوط الانتقاء المحددة للاستراتيجية التكاثرية، وبالتالي الكثير من تاريخ الحياة، لكائن حي ما من خلال نظرية انتقاء آر/كيه، فتتمثّل التسوية الرئيسية لنظرية تاريخ الحياة في عدد الأنسال مقابل توقيت التكاثر، وتمتلك الكائنات الحية الخاضعة للانتقاء آر معدّل نمو عالياً، وتميل لإنجاب عدد أكبر من الأنسال بأدنى عناية أبوية، كما تكون فترات حياتها أقصر، وتناسب هذه الكائنات الحياة في بيئة غير ثابتة، لأنها تتكاثر مبكراً وبوفرة، متيحةً معدل بقاء متدنياً للنسل.
```
بينما تتواجد الكائنات الحية الخاضعة للانتقاء كيه بالقرب من السعة الحاملة لبيئاتها، وتنجب عدداً قليلاً نسبياً من الأنسال على مدى فترة زمنية طويلة، وتبدي استثماراً أبوياً كبيراً، وتناسب هذه الكائنات بأفضل حال الحياة في بيئة ثابتة بإمكانها فيها الاعتماد على فترة الحياة الطويلة ومعدل الوفيات المنخفض لتتكاثر عدة مرات منجبةً أنسالاً بمعدلات بقاء عالية.
[
14
]
```

### التنوع
يُعتبر جزءاً رئيسياً تتناوله نظرية تاريخ الحياة في دراساتها، لأن كل كائن حي يمتلك استرتيجيته الخاصة في تاريخ الحياة، وقد تكون الفوارق بين الاستراتيجيات بسيطة أو عظيمة، على سبيل المثال، قد يُنجب كائن ما نسلاً وحيداً، بينما يُنجب آخر المئات، كما قد يعيش نوع ما لعدة ساعات فقط، في الوقت الذي تبقى فيه أنواع أخرى على قيد الحياة لعقود، ومن ناحية أخرى تتكاثر بعض الكائنات لمرات كثيرة خلال فترة حياتها، بينما تتكاثر أخرى لمرة أو مرتين فقط.

### التسويات
يُعد تحديد التسويات الجارية في أي كائن حي مُعطى جزءاً ضرورياً من دراسة استراتيجيات تاريخ الحياة، ويتم تنظيم الطاقة المستخدَمة في تلك الاستراتيجيات بواسطة الديناميكا الحرارية وحفظ الطاقة، والشّح المتأصل بالموارد، لذا لا يمكن استثمار جميع الخواص أو المهام بالوقت ذاته، وبالتالي ينبغي على الكائنات الحية الاختيار بين المهام، كالنمو، والتكاثر والبقاء، مبدّية بعضها على الآخر.
فمثلاً توجد تسوية بين زيادة كل من حجم الجسم وفترة الحياة للحد الأقصى، وكذلك بين رفع كل من حجم الأنسال وأعدادها للحد الأعلى، ويُمكن النظر لما سبق أيضاً كخيار بين كمية الأنسال وجودتها، فتُعد هذه الخيارات تسويات تدرسها نظرية تاريخ الحياة.

### القيود
يُشابه مبدأ القيود فكرة التسويات المناقَشة سابقاً، فبسبب امتلاك الكائنات الحية لكمية محدودة من الطاقة، تقوم عملية التسوية مقام حد طبيعي لتأقلم الكائن الحي واحتمالية صلاحيته، وينطبق ذلك على الجمهرات السكانية أيضاً،[5] وقد تكون هذه الحدود فيزيائية، أو تطورية أو تاريخية، وتُفرض من قِبل الخواص الموجودة للكائن الحي.

### توخي الصلاحية المثلى
تشير هذه الفكرة إلى قدرة الكائن الحي على التأقلم للوصول إلى إستراتيجية «مثلى» لتاريخ الحياة تسمح له بتحقيق أعلى مستوى ممكن من الصلاحية، وتوجد عدة طرق يمكن من خلالها مقاربة دراسة المثالية، بما فيها الطاقية والديموغرافية، علماً أن تحقيق الصلاحية المُثلى يشمل أيضاً عدة أجيال، لأن الاستهلاك الأمثل للطاقة يضم كلاً من الأبوين والنسل، فعلى سبيل المثال عن الاستثمار الأمثل للنسل، يتضاهى تناقص العدد الكلي للأنسال مع تزايد عدد الناجين منها.

### التكاثر الرأسمالي والإيرادي
يركز الفرق بين نوعي التكاثر هذين على كيفية استخدام الكائنات الحية للموارد لتمويل تكاثرها، بالإضافة إلى آلية توقيت ذلك، فتستخدم الكائنات المتكاثرة وفق مبدأ رأس المال المصادر التي جمعتها قبل التكاثر لتسديد متطلباته، كما أنها تتكاثر حالما تصل لعتبة معينة من حالة الجسم، والتي تتناقص بتقدم الموسم، بالمقابل تتكاثر الكائنات المتبعة لمبدأ الإيرادات باستهلاك مصادر تولدها بالتزامن مع تكاثرها، وتوقّت هذا الاستهلاك مع تغير حالة الجسم نسبةً لعدة عتبات ثابتة.
وتغلب ملاحظة نمط التكاثر الرأسمالي في الكائنات الحية التي تواجه موسمية قوية، وذلك لأنه عندما تكون قيمة النسل تكون منخفضة، ولكن الطعام متوفر بكثرة، يسمح بناء المخازن لأن تحقق الكائنات معدلات إنجاب أعلى مما ستكون عليه لولاه، بينما في البيئات الأقل موسمية، يُرجّح تفضيل التكاثر الإيرادي، لأن الانتظار للتكاثر لن يُظفر بمنافع للصلاحية.

### تكيفية الأنماط الظاهرية
تركز تكيفية الأنماط الظاهرية على المفهوم الذي يشير إلى أن الأنماط الجينية المتماثلة قد تنتج أنماطاً ظاهرية مختلفة استجابةً لبيئات مختلفة، وتؤثر على مستويات التباين الوراثي بقيامها كمصدر لتنوع وتكامل صفات الصلاحية.

## تاريخ الحياة البشرية
في دراسة البشر، تُستخدم نظرية تاريخ الحياة البشرية بعدة طرق، بما يتضمن علم الأحياء، وعلم النفس، والاقتصاد، وعلم البشريات، بالإضافة لمجالات أخرى، وبالنسبة للبشر، تتضمن استراتيجيات تاريخ الحياة جميع العوامل المُعتادة، كالتسويات، والقيود، والجهد التكاثري... الخ، علاوة على عامل ثقافي يتيح لهم حل مشاكلهم بطرق ثقافية، بالإضافة إلى التأقلم، كما يمتلك البشر صفات فريدة تميزهم عن الكائنات الحية الأخرى، كالدماغ الكبير، والبلوغ المتأخر، والعمر عند عملية الإنجاب الأولى، وفترة الحياة الأطول.
وتوجد احتمالات متنوعة لتفسير هذه الصفات الفريدة، فمثلاً ربما تأقلم البشر لإطالة الفترة اليافعة من عمرهم لإمدادهم بالمزيد من الوقت من أجل تعلم المهارات الضرورية للصيد الموفق أو الغارات الناجحة لجمع المؤن، وقد تفسر فترة التعلم المديدة هذه مدة الحياة البشرية الأطول أيضاً، كفترة أكبر من الزمن لتوظيف تلك المهارات المُكتسبة، وتم اقتراح التكاثر التعاوني وفرضية الجدة كالأسباب الكامنة وراء استمرار البشر في العيش لعدة سنوات بعد أن يصبحوا غير قادرين على الإنجاب، كما يتيح الدماغ الكبير سعة تعلّمية أكبر، وقدرة على الانهماك بسلوكيات جديدة وابتكار الأشياء.

### تخصيص الموارد
يرتبط تخصيص موارد الكائن الحي بعدة مفاهيم مهمة أخرى كالتسويات وتوخي الصلاحية. إن أفضل تخصيص ممكن للموارد هو ما يتيح للكائن الحي إمكانية تحقيق إستراتيجية توخي صلاحية مثلى والوصول إلى أقصى درجة من اللياقة واتخاذ أفضل القرارات حول كيفية مساهمة تخصيص الطاقة في التسويات المختلفة في ذلك. تم تطوير نماذج تخصيص الموارد واستعمالها في دراسة المشكلات مثل المشاركة الأبوية وطول فترة تعلم الأطفال وغيرها من القضايا التنموية.  كما يلعب تخصيص الموارد أيضاً دوراً في التنوع لأن التخصيصات المختلفة للموارد بحسب الأنواع المختلفة تخلق التنوع في استراتيجيات تاريخ الحياة.

## محددات تاريخ الحياة
هناك العديد من العوامل التي تحدد تطور تاريخ حياة كائن حي خصوصاً تقلب البيئة. تنتقي البيئة المتقلبة (البيئة التي تتغير فيها الموارد والأخطار والمنافسين بسرعة) الأحياء التي تنتج ذرية أكبر في وقت أبكر من حياتها لأنه من غير المؤكد أبداً ما إن كانت ستبقى على قيد الحياة لتتكاثر مجدداً. قد يكون معدل الوفيات أفضل مؤشر لتاريخ حياة أي نوع: تنضج الكائنات الحية التي ترتفع معدلات الوفيات لديها (وهي النتيجة المعتادة للبيئة التي لا يمكن التنبؤ بها) قبل الكائنات التي تنخفض معدلات وفياتها وتلد أكثر من ذرية في وقت واحد. يمكن أن تؤدي البيئة المتقلبة بشكل كبير أيضاً إلى التكيفية وهي قدرة الكائنات الحية على تحويل تواريخ الحياة المختارة من النمط كيه إلى النمط آر مثلاً وذلك لتتلاءم مع البيئة.

## الأدوات المستخدمة
- التنميط الرياضي
- علم الوراثة الكمية
- الانتقاء الاصطناعي
- علم السكن
- التنميط الأمثل
- النهج الآلي
- المتثابتة المالثوسية

## وجهات النظر
قدمت نظرية تاريخ الحياة وجهات نظر جديدة في مجال فهم العديد من جوانب السلوك الإنجابي البشري، مثل العلاقة بين الفقر والخصوبة. تم تأكيد العديد من التنبؤات الإحصائية من خلال البيانات الاجتماعية وهناك مجموعة كبيرة من المؤلفات العلمية من الدراسات في النماذج الحيوانية التجريبية، والدراسات الطبيعية على العديد من الكائنات الحية.

## النقد
تم نقد الادعاءات بأن فترات طويلة من العجز لدى الشباب سيتطلب المزيد من الجهود الأبوية في حماية الصغار في نفس الوقت الذي تم فيه انتقاد فكرة أن الافتراس يحصل بسبب بذل جهود أقل من الأبوين لحماية الصغار وذلك لافتراضه أن التسلسل الزمني المطلق سيحدد اتجاه الانتقاء. يجادل هذا النقد بأن نسبة الاعتداءات الإجمالية التي تواجه الصغار تحتاج لنفس مقدار الحماية الفعالة بغض النظر عما إن كان خلال طفولة طويلة ومن قبل أعداء طبيعيين أو إن كان خلال طفولة قصيرة وأعداء قريبين وذلك لأن سرعات الحياة المختلفة هي نفسها بالنسبة للحيوانات شخصياً بغض النظر عن اختلافاتها الظاهرية. أحد الأمثلة التي تم الاستشهاد بها هو الحيوانات الصغيرة التي لديها عدد أكبر من الأعداء الطبيعيين ستواجه نفس القدر من التهديدات وستحتاج نفس مقدار الحماية تقريباً بالمقارنة بالحيوانات الكبيرة ذات العدد الأقل من الأعداء والتي تنمو ببطء أكبر (على سبيل المثال يمكن لآكلي اللحوم الصغار الذين لا يمكنهم أكل طفل بشري صغير حتى أن يفترسوا العديد من حيوانات السرقاط الصغار). يجادل هذا النقد أيضاً بأنه عندما يقوم آكلي اللحوم بأكل مجموعة مخزنة معاً فلا يوجد فرق في فرصة نجاة أحدها اعتماداً على عدد الصغار الموجودين معاً، ملخصاً بأن البشر لا يهبون لحماية الصغار العاجزين من الحيوانات الصغيرة كالفئران مثلاً.
نقد الادعاءات بأن الضهي والانتكاسات الأخرى المتعلقة بالعمر لدى خصوبة المرأة يمكن أن تتداخل مع الاعتماد الطويل على شريك جنسي ذكر واحد الذي يفضل الإناث المخصبات. يجادل هذا النقد بأنه كلما زاد الوقت الذي يحتاج فيه الطفل إلى عناية أكبر نسبة إلى مأمول عمر نوعه كلما زات نسبة احتياج الأطفال المولودين إلى رعاية والدية عندما لم تعد الانثى خصبة أو عندما يحصل تناقص كبير في خصوبتها.
يجادل هؤلاء النقاد أنه ما لم يتم إلغاء تفضيل الذكور للإناث المخصبات والانتقال إلى أنثى جديدة سنوياً فإن الحاجة إلى شريك جنسي ذكر ستؤدي إلى إلغاء الضهي والحفاظ على الخصوبة بهدف الحفاظ على الشريك وأن نظرية الزوج الواحد لا تفسر سبب حدوث ضهي لدى البشر.
أحد الانتقادات لمفهوم التسوية بين جهد التزاوج وجهد الأبوة هو أنه في النوع الذي يشيع فيه إنفاق جهد أكبر على شيء ما أكثر من التزاوج بما في ذلك الأبوة على سبيل المثال وليس الحصر فإن هؤلاء لديهم وقت وطاقة أقل بالنسبة للمنافسين أيضاً مما يعني أن خفض الجهد المبذول في التزاوج على مستوى النوع لا يخفض من قدرة الفرد على جذب شركاء آخرين. ينتقد هؤلاء النقاد أيضاً الانقسام الحاصل بين الجهد المبذول على الأبوة والجهد المبذول على التزاوج لوجود أمور أخرى تحتاج بذل جهد أيضاً كالبقاء الذي قد يكون له نفس التأثيرات على مستوى النوع.
هناك أيضاً انتقادات للتسويات المتعلقة بالحجم والعضو بما في ذلك انتقاد الادعاء بوجود علاقة بين مأمول العمر والحجم التي يستشهد بملاحظة زيادة مأمول العمر لدى الحيوانات كبيرة الحجم، بالإضافة إلى انتقاد الادعاء بأن الأدمغة الأكبر تعزز النزعة الاجتماعية نقلاً عن الدراسات الأولية التي بقيت فيها القرود فعالة اجتماعياً بعد أن أزيل جزء كبير من أدمغتها جراحية وذلك بالرغم من تراجع مرونتها التقنية في حل المشاكل والمحاكاة الحاسوبية للتفاعل الاجتماعي للشمبانزي التي تظهر بأنها لا تتطلب إدراك معقد وحالات البشر الفعالين اجتماعياً بالرغم من وجود أدمغة صغيرة لديهم.